# 奇納布河
奇納布河，或杰纳布河（چناب‬）是印度河中游的主要支流之一，源頭位於印度境內的喜馬拉亞山脈，經克什米爾在查謨（Jammu）以西流入巴基斯坦旁遮普省，在馬齊附近先後與傑赫勒姆河及薩特萊傑河匯合。奇納布河流域面積138,000平方公里，河長1,200公里。
由於印度河及其他好幾條支流都是從印度流入巴基斯坦，兩國在水資源的分配上出現爭議，後由世界銀行介入調停，經多年努力，兩國於1960年9月達成《印度河水協定》。根據協定，奇納河、印度河及傑赫勒姆河劃歸巴基斯坦。

### 引用
1. ↑  ftp://daac.ornl.gov/data/rivdis/STATIONS.HTM%5B%5D, ORNL, Retrieved 8 Dec 2016
2. ↑  . Business Recorder. 26 August 2013  [16 March 2017] （英语）.
3. ↑  民政部地名研究所 (编). . . 北京: 中国社会出版社: 538. 2017-05. ISBN 978-7-5087-5525-0. OCLC 1121629943. OL 28272719M. NLC 009152391.（简体中文）
4. ↑  王萍. .  第三版·网络版. 中国大百科全书出版社. 2023-04-12  [2023-09-10].

### 书目
- 《巴基斯坦史》楊翠柏、劉成瓊　三民書局　ISBN 957-14-4134-1
- 《巴基斯坦》陸水林　重慶出版社　ISBN 7-5366-6632-2
- 《世界地圖集》　中國地圖出版社　ISBN 7-5031-3519-0